# Bruce Kraus
Bruce A. Kraus (sinh ngày 13 tháng 4 năm 1954) là một chính khách Mỹ và doanh nhân đến từ Pittsburgh, Pennsylvania. Ông đã phục vụ từ tháng 1 năm 2008 tại Hội đồng thành phố Pittsburgh, nơi ông hiện là Chủ tịch, đại diện cho các khu phố thứ ba của South Side Flats, South Side Slopes, Beltzhoover, Knoxville, Arlington, Arlington Heights, Allentown, Mount Oliver, Central Oakland và một phần của Mount Washington.

## Tuổi thơ
Trước khi trở thành Ủy viên Hội đồng, Kraus từng làm tư vấn thiết kế nội thất và cũng từng là chủ tịch Phòng Thương mại South Side. Ông là thành viên của Lực lượng đặc nhiệm Graffiti của Thị trưởng Tom Murphy và Ủy ban Clean Pittsburgh.

## Đời tư
Kraus là người đồng tính đầu tiên công khai bầu cử thành phố. Ông sống ở khu South Side Flats của Pittsburgh.